# Bachtěmir
Bachtěmir (rusky Бахтемир) je nejzápadnější rameno delty řeky Volha v Astrachaňské oblasti v Rusku. Je 125 km dlouhé.

## Průběh toku
Odděluje se od zbytku Volhy ve vzdálenosti 18 km pod Astrachaní. Níže se od něj pak doleva odděluje rameno Stará Volha

## Využití
Na rameni je možná vodní doprava.